# براء صفطه
براء صفطه لاعب كرة قدم سعودي و يلعب في الجناح في نادي الصفا.
لعب في الفئات السنية في نادي الاتحاد ووقع مع نادي الصفا في عام 2024.